# 파울루 세르지우 시우베스트레 두 나시멘투
파울루 세르지우 시우베스트레 두 나시멘투(Paulo Sérgio Silvestre do Nascimento, 1969년 6월 2일, 상파울루 ~)는 흔히 파울루 세르지우(Paulo Sérgio)로 알려진 전 브라질의 축구 선수이다. FC 바이에른 뮌헨 시절, 그는 UEFA 챔피언스리그 2000-01의 결승전 승부차기에서 실축을 함에도 불구하고 우승을 거두었다.

## 클럽 경력
파울루 세르지우는 SC 코린치안스 파울리스타의 1990년대 초의 주축 선수였다. 1993년, 그는 바이어 04 레버쿠젠으로 이적하여 그곳에서 4시즌간 활약하였다. 그의 기량은 브라질 축구 국가대표팀 일원으로 포함되기에 충분하였으나, 그는 당시 분데스리가의 최상위권 득점자는 아니었고, 최고의 세컨드 스트라이커에 더 가까웠다.
1997년, 파울루 세르지우는 이탈리아 세리에 A의 AS 로마로 이적하여 2시즌간 활약하였다. 그는 로마시절 젊은 프란체스코 토티와 마르코 델베키오와 함께 훌륭한 호흡을 구사하였고, 57경기에 출장하여 22골을 득점하였다. 그는 FC 바이에른 뮌헨으로 이적하여 3시즌을 활약하는 가운데 UEFA 챔피언스리그와 분데스리가를 우승하는 등, 그의 전성기를 보냈다.
2002년, 바이에른이 새 선수를 영입하였을 때, 파울루 세르지우는 1군 명단에서 제외되었고, 그는 결국 아부다비의 알와흐다로 이적하였다. 이후 그는 조국 브라질의 EC 바히아로 이적하여 그곳에서 은퇴하였다. 2011년 6월 6일, 세르지우는 FC 바이에른 뮌헨과 레알 마드리드 CF의 올스타 경기에서 오버헤드킥으로 득점하였다.

### SC 코린치안스 파울리스타
| 시즌 | 리그         | 출장 | 득점 |
| ---- | ------------ | ---- | ---- |
| 1988 | 브라질레이랑 | 7    | 0    |
| 1990 | 브라질레이랑 | 19   | 2    |
| 1991 | 브라질레이랑 | 15   | 1    |
| 1992 | 브라질레이랑 | 23   | 2    |

### 바이어 04 레버쿠젠
| 시즌      | 리그       | 출장 | 득점 |
| --------- | ---------- | ---- | ---- |
| 1993–1994 | 분데스리가 | 32   | 17   |
| 1994–1995 | 분데스리가 | 28   | 9    |
| 1995–1996 | 분데스리가 | 28   | 4    |
| 1996–1997 | 분데스리가 | 33   | 17   |

### AS 로마
| 시즌      | 리그     | 출장 | 득점 |
| --------- | -------- | ---- | ---- |
| 1997–1998 | 세리에 A | 34   | 12   |
| 1998–1999 | 세리에 A | 23   | 10   |

### FC 바이에른 뮌헨
| 시즌      | 리그       | 출장 | 득점 |
| --------- | ---------- | ---- | ---- |
| 1999–2000 | 분데스리가 | 28   | 13   |
| 2000–2001 | 분데스리가 | 26   | 5    |
| 2001–2002 | 분데스리가 | 23   | 3    |

## 국가대표팀 경력
그는 브라질 축구 국가대표팀 일원으로 13경기 출장하여 2골을 득점하였다. 그는 1994년 FIFA 월드컵 당시 브라질의 우승 스쿼드 일원이었다.

## 수상

### 클럽
바이어 04 레버쿠젠
- 분데스리가 준우승: 1996-97

FC 바이에른 뮌헨
- UEFA 챔피언스리그: 2000-01
- 인터콘티넨털컵: 2001.
- 분데스리가: 1999-2000, 2000-01
- DFB-포칼: 1999-2000
- DFB-리가포칼: 1999, 2000

### 국가대표팀
- FIFA 월드컵: 1994